# Distretto di Dresda (Repubblica Democratica Tedesca)
Il distretto di Dresda (Bezirk Dresden) era uno dei 14 distretti in cui era divisa la Repubblica Democratica Tedesca, esistito dal 1952 al 1990.
Capoluogo era la città di Dresda.

## Storia
Il distretto di Dresda fu istituito il 25 luglio 1952 nell'ambito della nuova suddivisione amministrativa della Repubblica Democratica Tedesca (i nuovi distretti sostituivano gli stati federati).
Il distretto fu ricavato dalla parte orientale dello stato della Sassonia.

## Suddivisione amministrativa
Il distretto di Dresda comprendeva 2 circondari urbani (Stadtkreise) e 15 circondari (Kreise):
- Circondari urbani
  - Dresda
  - Görlitz

- Circondari
  - Bautzen
  - Bischofswerda
  - Dippoldiswalde
  - Dresda-Land
  - Freital
  - Görlitz
  - Großenhain
  - Kamenz
  - Löbau
  - Meißen
  - Niesky
  - Pirna
  - Riesa
  - Sebnitz
  - Zittau